# Бюльбюль індійський
Бюльбю́ль індійський (Rubigula gularis) — вид горобцеподібних птахів родини бюльбюлевих (Pycnonotidae). Ендемік Індії.

## Опис
Довжина птаха становить 18-19,5 см. Верхня частина тіла оливково-зелена, нижня частина тіла жовта. Голова чорна, на горла орнажево-червона пляма. Чуб на голові відсутній. Райдужки білі, дзьоб темно-коричневий або чорний, лапи чорні.

## Поширення і екологія
Індійські бюльбюлі мешкають в Західних Гатах на південь від Гоа і південної Махараштри. Взимку вони мігрують в долини. Індійські бюльбюлі живуть в густих тропічних лісах і чагарникових заростях, поблизу річок і струмків, рідше на узліссях, в садах і на плантаціях. Зустрічаються в невеликих зграйках, іноді приєднуються до змішаних зграй птахів. Живляться плодами і комахами. Пік гніздування припадає на лютий-квітень. Гніздо невелике, чашоподібне, зроблене з сухого листя, скріпленого павутинням, розміщується на висоті 1-3 м над землею.